# Groeningerwacht
Groeningerwacht was een Vlaamsgezinde vereniging uit het begin van de twintigste eeuw die tijdens de Eerste Wereldoorlog in het activisme kantelde, er een korte tijd een politieke rol speelde en bij het einde van de oorlog verdween.

## Geschiedenis

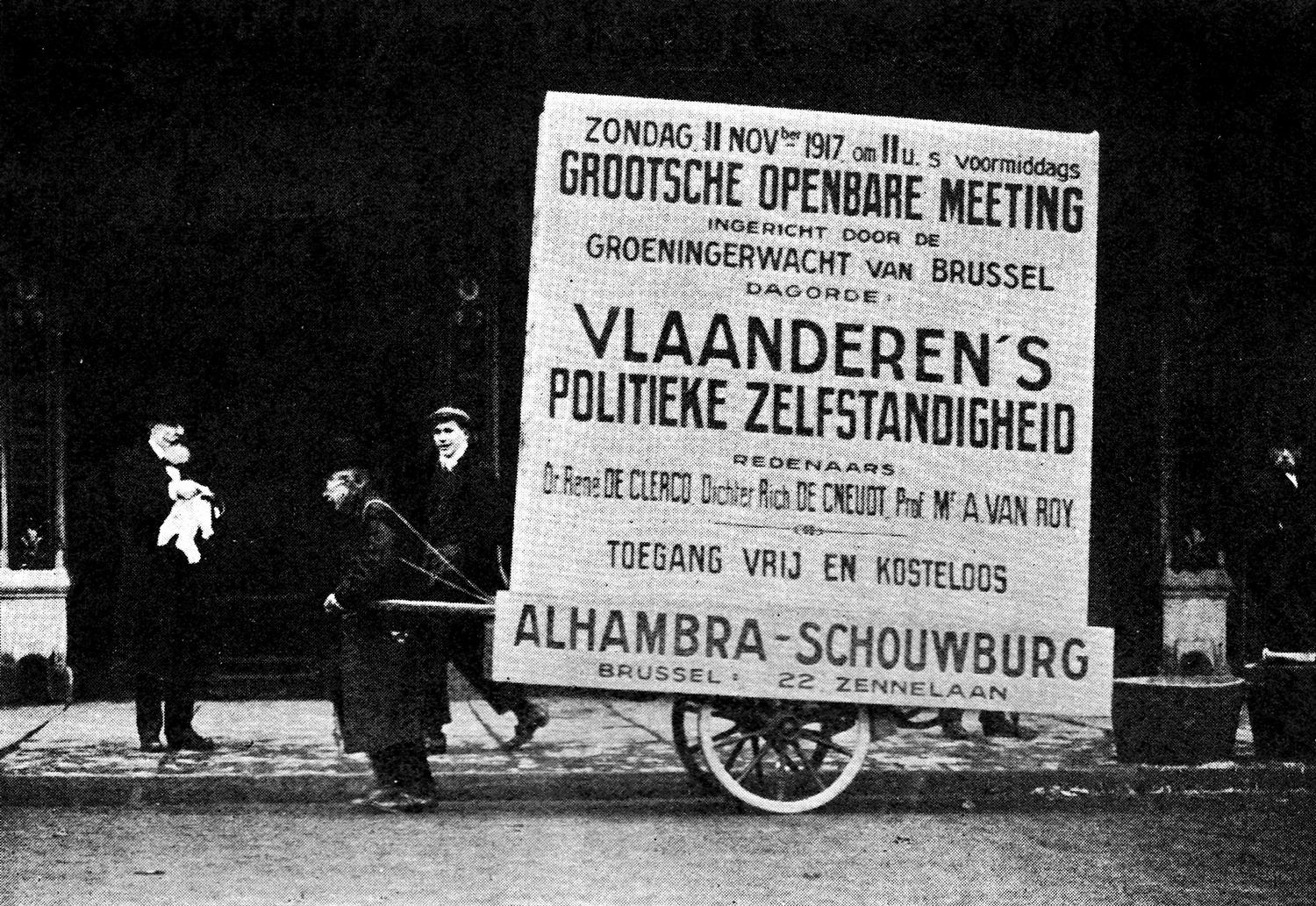
Aankondiging activistenmeeting door de Groeningerwacht in het Alhambratheater (1917)

In 1909 werd in Antwerpen de Groeningerwacht opgericht, onder het voorzitterschap van George Roose. De vereniging groepeerde jonge mannen en had tot doel, buiten de partijen, de band tussen Vlaamsgezinden nauwer aan te trekken. 
In de volgende jaren werden afdelingen van de Groeningerwacht opgericht in Gent, Brussel, Mechelen, Kortrijk, Lier en Luik. Na bij het uitbreken van de Eerste Wereldoorlog een tijdje te hebben stilgelegen, hernam de werking in Antwerpen tegen het einde van het jaar 1914. Nu werden de gespreksonderwerpen de bestuurlijke scheiding tussen Vlaanderen en Wallonië. Vanaf 1916 kwam ook August Borms aan de leiding en kantelde Groeningerwacht volledig in het activisme.  
In 1916 werden de groepen in Brussel en Mechelen weer tot leven gebracht en op 27 augustus 1916 werd het Verbond van Groeningerwachten opgericht. In de loop van de volgende maanden kwamen er afdelingen, naast die van Antwerpen, Brussel en Mechelen, in Berchem, Borgerhout, Ekeren, Halle, Hasselt, Hoboken, Lier, Merksem, Tienen, Turnhout, Wetteren, Kortrijk en Brugge. De eerste publieke manifestatie van het Verbond vond plaats op 11 februari 1917: August Borms voerde er het woord. De vernederlandsing van de universiteit van Gent was toen het hoofdzakelijke discussiethema. De werking gaf aanleiding tot conflicten. Dit was het geval in Gent, waar rivaliserende groepen mekaar bestreden. 
De Wapenstilstand op 11 november 1918 betekende het einde van de Groeningerwacht. In Gent werd een poging ondernomen, in januari 1919, om de werking te hernemen. Dit eindigde voor de initiatiefnemers in de gevangenis.